# Vườn quốc gia Xuân Thủy
Vườn quốc gia Xuân Thủy là một vùng bãi bồi rộng lớn nằm ở phía Nam cửa sông Hồng, thuộc tỉnh Ninh Bình, cách Hà Nội khoảng 150 km về hướng Đông Nam, có tổng diện tích tự nhiên là 7.100 ha. Từ phường Hoa Lư, trung tâm tỉnh Ninh Bình tới vườn khoảng 75 km. Phù sa màu mỡ của sông Hồng và biển đã tạo dựng nên khu đất ngập nước với nhiều loài động thực vật hoang dã và các loài chim di cư quý hiếm. Với những giá trị đa dạng sinh học, nơi đây là một trong những vùng nằm trong Khu dự trữ sinh quyển châu thổ sông Hồng.

## Hình thành

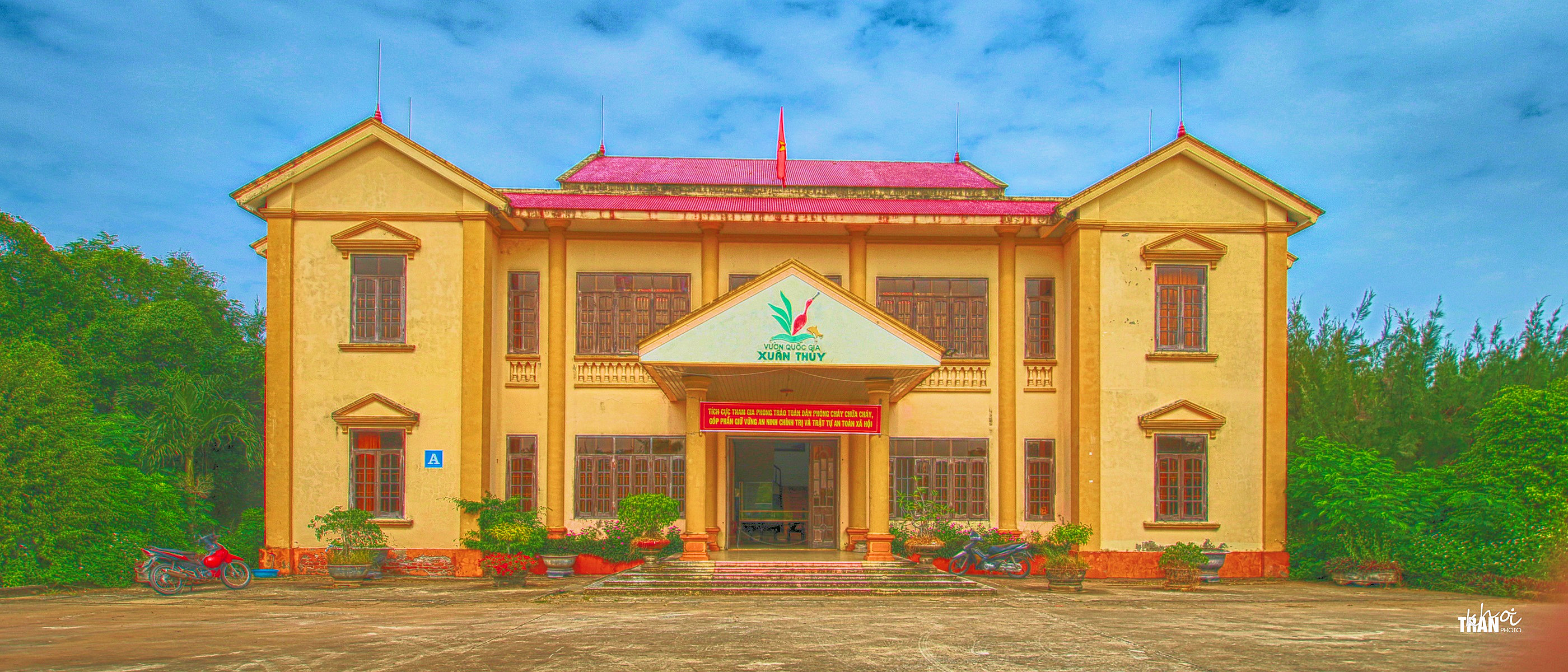
Ban Quản Lý Vườn Quốc Gia

Từ tháng 1 năm 1989 Xuân Thủy đã là vùng đất ngập nước đầu tiên của Đông Nam Á tham gia Công ước quốc tế RAMSAR (Công ước bảo tồn các vùng đất ngập nước có tầm quan trọng quốc tế đặc biệt như là nơi cư trú của những loài chim nước – Ramsar, Iran, 1971). Đến tháng 1 năm 2003, Thủ tướng Chính phủ ký Quyết định số 01/2003/QĐ-TTg chính thức nâng hạng Khu bảo tồn thiên nhiên đất ngập nước Xuân Thủy thành Vườn quốc gia Xuân Thủy. Tháng 12 năm 2004, UNESCO tiếp tục công nhận Vườn quốc gia Xuân Thủy trở thành vùng lõi của Khu dự trữ sinh quyển thế giới khu vực ven biển liên tỉnh đồng bằng châu thổ Sông Hồng.
Căn cứ vào Quyết định số 01/2003/QĐ-TTg của Thủ tướng Chính phủ, ngày 02 tháng 1 năm 2003 thì mục tiêu nhiệm vụ chính của Vườn quốc gia Xuân Thủy là: 
- Bảo tồn hệ sinh thái đất ngập nước điển hình của vùng cửa Sông Hồng, các loài động vật, thực vật đặc trưng của hệ sinh thái đất ngập nước, đặc biệt là các loài thủy sinh và các loài chim nước, chim di trú.
- Phục vụ cho nghiên cứu khoa học, giáo dục môi trường và phát triển du lịch sinh thái.
- Xây dựng cơ sở vật chất kỹ thuật, phục vụ cho công tác đào tạo, nghiên cứu khoa học và giáo dục môi trường, phát triển du lịch sinh thái, góp phần phát triển kinh tế xã hội, tạo công ăn việc làm cho cộng đồng dân cư địa phương.

## Hệ sinh thái

### Hệ thực vật
Thực vật bậc cao có mạch: Tại Vườn quốc gia Xuân Thủy có 192 loài thuộc 145 chi của 60 họ, trong đó có gần 20 loài thích nghi với điều kiện ngập nước để cấu thành lên hệ thống rừng ngập mặn rộng hàng ngàn ha. Rừng ở đây góp phần cố định phù sa để tạo nên các bãi bồi mới, làm vườn ươm và cung cấp thức ăn cho các loài thủy sinh đồng thời đóng vai trò cân bằng sinh thái của khu vực.  
Thực vật nổi có 111 loài thuộc 43 chi, 20 họ của 6 ngành tảo lớn, trong đó tảo Silic là ngành chiếm ưu thế. Đây là nguồn thức ăn sơ cấp, quyết định đến năng suất chung của thủy vực. Các loài rong thuộc hai ngành rong đỏ và rong xanh có giá trị kinh tế cao, đặc biệt loài Rong câu chỉ vàng (Gracilaria bodgettii) được dùng làm nguyên liệu để chế biến Aga xuất khẩu hàng năm cho thu nhập hàng tỷ đồng. Các loài rong tảo cũng là nguồn thức ăn quan trọng của tôm cá và các loài động vật thủy sinh khác.

### Hệ động vật

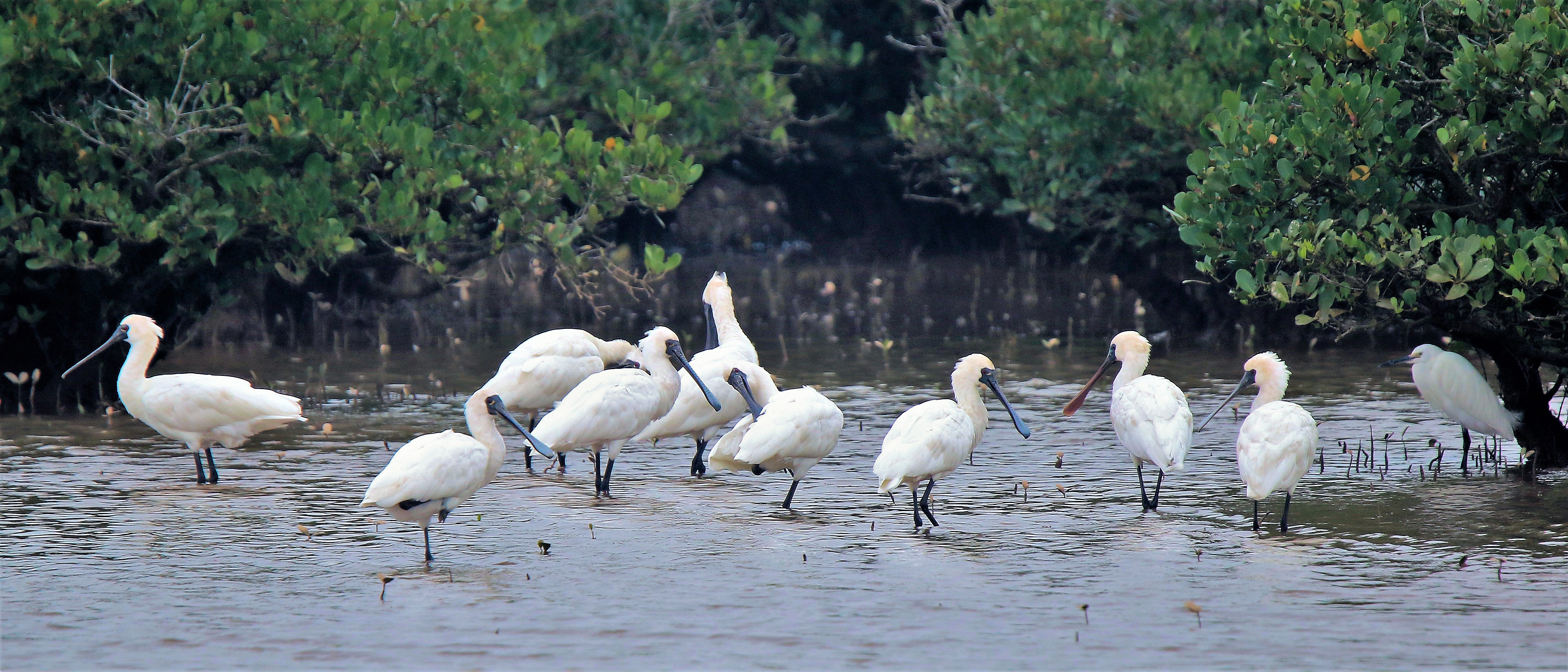
Cò thìa mỏ đen

Động vật nổi và động vật đáy có trên 500 loài. Đa số các loài động vật đáy là những loài rộng muối, chịu được sự chênh lệch về nồng độ muối. Mật độ và sinh khối của các loài động vật đáy trong rừng ngập mặn khá đa dạng, phong phú và có giá trị kinh tế cao. Thành phần động vật đáy phong phú nhất với 161 loài, trong đó có nhóm Giáp xác là nhóm có số lượng loài nhiều nhất, thân mềm chân bụng và thân mềm hai mảnh vỏ tương đương nhau. Đây chính là nguồn thu lớn nhất và mang lại sinh kế bền vững cho cộng đồng vùng đệm Vườn quốc gia Xuân Thủy. Côn trùng cũng rất phong phú với 113 loài, thuộc 50 họ của 10 bộ.
Lớp thú ở VQG Xuân Thủy có khoảng 17 loài, trong đó có các loài quý hiếm như: rái cá (Lutra lutra), cá voi (Balaenoptera edeni), cá Heo (Sousa chinensis) và cá đầu ông sư (Neophocaena phocaenoides). Bò sát, lưỡng cư có khoảng 37 loài, gồm 13 loài lưỡng cư, thuộc 8 giống, 4 họ, 1 bộ và 24 loài bò sát thuộc 17 giống, 8 họ, 2 bộ; trong đó có nhiều loài quý hiếm như: rắn cạp nong (Bungarus fasciatus), rắn cạp nong nhiều sọc (Bungarus multicinctus), rắn sọc dưa (Elaphe radiate), rắn hổ mang (Naja naja). Khu hệ cá ở Vườn quốc gia Xuân Thủy có 161 loài, 101 giống, 62 họ, 16 bộ cá; trong đó ưu thế là bộ cá Vược và bộ cá Trình. Nhiều loài cá có giá trị kinh tế cao như: Cá Vược, cá Sủ song, cá Bớp, cá Nhệch...hàng năm cho thu nhập tới hàng trăm tỷ đồng đã tạo nên sự khởi sắc cho bộ mặt nông thôn ở các xã vùng đệm của Vườn quốc gia Xuân Thủy.
Khu hệ chim đã thống kê được 220 loài thuộc 41 họ, 13 bộ. Khu hệ chim ở đây tiêu biểu cho các loài thuộc bộ Hạc, bộ Ngỗng, bộ Rẽ và bộ Sẻ. Hàng năm từ tháng 10, 11 đến tháng 3, 4 năm sau, hàng chục ngàn cá thể chim di cư tránh rét từ phương Bắc đã chọn Vườn quốc gia Xuân Thủy làm nơi dừng chân kiếm ăn, tích lũy năng lượng cho hành trình di trú dài cả ngàn cây số của mình. Nơi đây thường xuyên ghi nhận các loài chim nước quý hiếm nằm trong sách đỏ quốc tế. Điển hình như: rẽ mỏ thìa (Eurynorhynchus pygmeus), choắt lớn mỏ vàng (Tringa guttifer), cò thìa mặt đen (Platalea minor), bồ nông chân xám (Pelecanus philippensis), choắt chân màng lớn (Limnodromus semipalmatus), cò lạo Ấn Độ (Mycteria leucocephala), cò trắng Trung Quốc (Egretta eulophotes), choắt mỏ cong lớn (Numenius arquata)...
Vườn quốc gia Xuân Thủy là nơi dừng chân và trú đông quan trọng của các loài chim nước di cư. Qua các đợt khảo sát năm 1988 và 1994 đã quan sát được trên 20.000 cá thể chim nước trong khu vực. Trong mùa xuân năm 1996, có khoảng trên 33.000 con chim biển qua lại Khu vực Vườn quốc gia. Nơi đây, thường xuyên ghi nhận 9 loài chim bị đe doạ và sắp bị đe doạ ở mức toàn cầu, đó là: Cò thìa, Cò trắng Trung Quốc, Choắt lớn mỏ vàng, Mòng bể mỏ ngắn, Bồ nông chân xám, Rẽ mỏ thìa, Giang sen, Choắt chân màng lớn. Ghi nhận đáng chú ý nhất ở Xuân Thủy là tồn tại một quần thể loài Cò thìa lớn nhất tại Việt Nam, trong một vài năm gần đây, số lượng lớn nhất được chính thức ghi nhận tại khu vực là 74 cá thể. Ngoài ra, Xuân Thủy là nơi tập hợp, trú chân quan trọng của nhiều loài chim nước phổ biến di cư trong mùa đông như: Choắt mỏ thẳng đuôi đen, Choắt chân đỏ và Choắt mỏ cong lớn. Do có tầm quan trọng quốc tế trong công tác bảo tồn các loài chim, Xuân Thủy đã được Tổ chức bảo tồn chim quốc tế công nhận là một vùng chim quan trọng (IBA) của Việt Nam.

## Văn hóa

### Công trình kiến trúc
Trải qua nhiều năm phát triển, cộng đồng địa phương đã tạo lập nên những làng quê trù phú và mộc mạc ven biển. Các mô hình sinh thái nhân văn như: VAC, nuôi trồng thủy sản, nghề cá và những công trình kiến trúc độc đáo như: Nhà Bổi, Chùa chiền và Nhà thờ thiên chúa… pha trộn hài hòa giữa kiến trúc cổ truyền thống và kiến trúc hiện đại, cùng với tập quán nuôi trồng và khai thác quảng canh nguồn lợi thủy sản từ hệ thống đầm nuôi tôm và vây vạng rộng hàng ngàn ha, đã là những điểm tham quan kỳ thú... đã tạo nên những nét văn hoá giàu bản sắc tại khu vực cửa Ba Lạt. 

### Văn hóa địa phương
Khu vực cửa sông ven biển Ba Lạt còn tiêu biểu cho nền văn hoá mở đất của cư dân ven biển đồng bằng châu thổ Sông Hồng và là một trong những cái nôi của nền văn minh lúa nước. Những nét sinh hoạt văn hóa như: Chèo cổ, chầu văn, bơi chải, múa lân, chọi gà hay đấu vật… trong các dịp lễ hội, cùng với sinh hoạt thường nhật của cộng đồng đã gắn kết mọi người với nhau trong mối quan hệ mật thiết “Tình làng nghĩa xóm”. Do lịch sử phát triển tôn giáo ở Miền Bắc nên ở đây có khá đông đồng bào theo đạo thiên chúa, nhưng các cộng đồng lương giáo vẫn sống hòa hợp với nhau, cùng chung lưng đấu cật để xây dựng quê hương Xuân Thủy đẹp giàu.